# ペットシッター沢口華子の事件簿
『ペットシッター沢口華子の事件簿』（ペットシッターさわぐちはなこのじけんぼ）は、2001年から2004年までTBS系「月曜ミステリー劇場」で放送されたテレビドラマシリーズ。全2回。主演は研ナオコ。

## キャスト

### 愛ペットサービス
沢口華子
演 - 研ナオコ
見習いペットシッター。正社員になるべく奮闘している。夫を交通事故で亡くしてから、女手一つで娘・七子と息子・卓を一人で育てている。
宮本充
演 - 阿部サダヲ
華子の同僚。は虫類が大好き。
稲垣鶴子
演 - 鷲尾真知子
華子の同僚。
藤野亜由
演 - 内藤陽子
華子の同僚。
増田愛子
演 - 吉田日出子
社長。

### 増田アニマルクリニック
増田信介
演 - 黒田アーサー
獣医。愛子の息子。
鈴木ヒロミ
演 - 小林千晴
看護師。

### 沢口家
沢口七子
演 - 三村恭代
華子の娘。
沢口卓
演 - 東海孝之助
華子の息子。
沢口
演 - 中根徹（第1作）
華子の夫。交通事故で死亡。

### 警察関係者
貴常
演 - 入江雅人
警視庁世田谷南警察署の刑事。
緒方
演 - 井上康
警視庁世田谷南警察署の刑事。
本部長
演 - 田邊年秋

### ゲスト
第1作「後追い自殺するレトリーバーの謎」（2001年）
- 須田久子（美術商の社長） - 栗田よう子
- 須田美紀（高生1年生・義雄と久子の娘） - 柳沢なな（幼少期：工藤聖良）
- 勝田雅彦（久子の会社の経理担当） - 奈良坂篤
- 夫 - 佐藤二朗
- 犬の飼い主 - 大島蓉子
- 須田義雄（久子の夫） - 清水章吾
- 工藤光治郎（画伯） - 桑名湧
- ホットドッグ出店 - 江良潤
- 恵の祖母 - 花原照子
- 恵の母 - 新穂尚子
- 恵 - 有安杏果
- 高城澄子（久子の会社の共同経営者） - 石野真子

第2作「秋の鬼怒川湯けむり旅情編」（2004年）
- 須藤玉代（ホテルの仲居） - 高田聖子
- 新井洋平（勝巳の息子） - 松崎駿司
- 後藤松子（書道教室） - 重田千穂子
- 山田茂子（松子の近所） - 横田有紀
- 新井勝巳（トラック運転手） - 高橋克実
- 第一発見者 - 川俣しのぶ
- 大貫（国際ホテル支配人） - 青沼神対馬
- 刑事 - 斉藤文太
- 刑事 - 浅木信幸
- 近所の主婦 - 桂木朝美
- 患者 - 邱太郎
- 山本（山本総合病院 院長・晴美の父） - 出光元
- 多賀良夫（外科医） - 布川敏和
- 山本晴美（輸入販売社長・良夫の元妻） - 北原佐和子

## スタッフ
- 脚本 - 長川千佳子（第1作）、土屋斗紀雄（第2作）
- 演出 - 中山史郎
- 編成担当 - 田代秀樹（第2作）、高野阿弥子（第2作）
- プロデューサー - 大川博史
- 製作 - Joker、TBS

## 放送日程
| 話数 | 放送日         | サブタイトル                   | 脚本       | 演出     |
| ---- | -------------- | ------------------------------ | ---------- | -------- |
| 1    | 2001年11月12日 | 後追い自殺するレトリーバーの謎 | 長川千佳子 | 中山史郎 |
| 2    | 2004年11月8日  | 秋の鬼怒川湯けむり旅情編       | 土屋斗紀雄 | 中山史郎 |